# United Cup 2025
United Cup 2025 là lần thứ 3 giải United Cup được tổ chức, một giải quần vợt đồng đội nam nữ quốc tế thi đấu trên mặt sân cứng ngoài trời được tổ chức bởi Hiệp hội Quần vợt Chuyên nghiệp (ATP) và Hiệp hội Quần vợt Nữ (WTA). Đây là giải đấu đầu tiên trong mùa giải ATP Tour 2025 và WTA Tour 2025. Giải đấu diễn ra từ ngày 27 tháng 12 năm 2024 đến ngày 5 tháng 1 năm 2025 tại hai thành phố Perth và Sydney ở Úc. Giải đấu có tính vào điểm xếp hạng ATP và WTA cho các tay vợt tham dự: một tay vợt có thể giành được tối đa 500 điểm.

## Thể thức
Mỗi thành phố đăng cai 3 bảng gồm 3 đội diễn ra theo thể thức vòng tròn tính điểm. Mỗi trận đấu bao gồm một trận đơn nam, một trận đơn nữ, và một trận đôi nam nữ.
6 đội nhất bảng và đội nhì bảng có thành tích tốt nhất ở mỗi thành phố sẽ lọt vào vòng tứ kết.

## Vòng loại
18 quốc gia đủ điều kiện tham dự như sau:
- Năm quốc gia đủ điều kiện dựa trên thứ hạng ATP của tay vợt đơn số một quốc gia đó.
- Năm quốc gia đủ điều kiện dựa trên thứ hạng WTA của tay vợt đơn số một quốc gia đó.
- Tám quốc gia đủ điều kiện dựa trên thứ hạng kết hợp của các tay vợt ATP và WTA số một quốc gia đó.

Để đổi lấy việc là quốc gia chủ nhà, Úc đã được đảm bảo một trong những suất dành cho các đội có thứ hạng kết hợp tốt nhất nếu không đủ điều kiện.
Các đội có tối đa ba tay vợt ATP và ba tay vợt WTA.

## Địa điểm
Perth và Sydney, mỗi thành phố đăng cai 3 bảng gồm 3 quốc gia diễn ra theo thể thức vòng tròn tính điểm và hai trận tứ kết. Sydney là nơi diễn ra các trận bán kết và chung kết trong hai ngày cuối cùng của giải đấu.
| Hình ảnh | Tên                | Khánh thành | Sức chứa | Địa điểm                | Sự kiện                               | Bản đồ      |
| -------- | ------------------ | ----------- | -------- | ----------------------- | ------------------------------------- | ----------- |
|          | RAC Arena          | 2012        | 15,500   | Perth, Tây Úc           | Vòng bảng, Tứ kết                     | SydneyPerth |
|          | Ken Rosewall Arena | 1999        | 10,500   | Sydney, New South Wales | Vòng bảng, Tứ kết, Bán kết, Chung kết | SydneyPerth |

## Điểm và tiền thưởng

### Điểm xếp hạng ATP / WTA
| Vòng      | Điểm mỗi trận thắng vs. xếp hạng của đối thủ | Điểm mỗi trận thắng vs. xếp hạng của đối thủ | Điểm mỗi trận thắng vs. xếp hạng của đối thủ | Điểm mỗi trận thắng vs. xếp hạng của đối thủ | Điểm mỗi trận thắng vs. xếp hạng của đối thủ | Điểm mỗi trận thắng vs. xếp hạng của đối thủ | Điểm mỗi trận thắng vs. xếp hạng của đối thủ |
| Vòng      | Số 1–10                                      | Số 11–20                                     | Số 21–30                                     | Số 31–50                                     | Số 51–100                                    | Số 101–250                                   | Số 251+                                      |
| --------- | -------------------------------------------- | -------------------------------------------- | -------------------------------------------- | -------------------------------------------- | -------------------------------------------- | -------------------------------------------- | -------------------------------------------- |
| Chung kết | 180                                          | 140                                          | 120                                          | 90                                           | 60                                           | 40                                           | 35                                           |
| Bán kết   | 130                                          | 105                                          | 90                                           | 60                                           | 40                                           | 35                                           | 25                                           |
| Tứ kết    | 80                                           | 65                                           | 55                                           | 40                                           | 35                                           | 25                                           | 20                                           |
| Vòng bảng | 55                                           | 45                                           | 40                                           | 35                                           | 25                                           | 20                                           | 15                                           |

- Tối đa 500 điểm[3]
- Chỉ WTA: một tay vợt thắng năm trận giành được 500 điểm; một tay vợt thắng bốn trong năm trận giành được tối đa 325 điểm.[4]

### Tiền thưởng
United Cup 2025 có tổng tiền thưởng là US$11,170,000. Việc phân phối được chia thành ba nhóm: phí tham gia, chiến thắng trong trận đấu và chiến thắng của đội.

#### Phí tham gia
| Xếp hạng đơn | Tay vợt số 1 | Tay vợt số 2 | Tay vợt số 3 |
| ------------ | ------------ | ------------ | ------------ |
| Số 1–10      | $230,000     | $210,000     | $33,000      |
| Số 11–20     | $115,000     | $105,000     | $33,000      |
| Số 21–30     | $69,000      | $52,500      | $33,000      |
| Số 31–50     | $46,000      | $31,500      | $16,500      |
| Số 51–100    | $34,500      | $21,000      | $16,500      |
| Số 101–250   | $28,750      | $15,750      | $8,250       |
| Số 251+      | $23,000      | $10,500      | $6,600       |

| Vòng      | Tay vợt số 1 | Đôi nam nữ |
| --------- | ------------ | ---------- |
| Chung kết | $280,250     | $52,800    |
| Bán kết   | $147,500     | $27,650    |
| Tứ kết    | $77,600      | $14,550    |
| Vòng bảng | $42,800      | $8,000     |

| Vòng      | $ mỗi đội |
| --------- | --------- |
| Chung kết | $25,850   |
| Bán kết   | $15,250   |
| Tứ kết    | $8,950    |
| Vòng bảng | $5,600    |

## Tham dự
16 quốc gia đủ điều kiện tham dự dựa trên bảng xếp hạng ATP/WTA vào ngày 14 tháng 10 năm 2024 và cam kết của các tay vợt tham dự giải đấu. Hai đội còn lại đủ điều kiện dựa trên bảng xếp hạng ATP/WTA vào ngày 18 tháng 11 năm 2024.
16 quốc gia đủ điều kiện tham dự đầu tiên, bao gồm 5 quốc gia có thứ hạng tốt nhất theo bảng xếp hạng ATP, 5 quốc gia có thứ hạng tốt nhất theo bảng xếp hạng WTA, và 6 quốc gia có thứ hạng kết hợp tốt nhất theo bảng xếp hạng được công bố vào ngày 18 tháng 10 năm 2024. 2 quốc gia đủ điều kiện tham dự cuối cùng là quốc gia có thứ hạng kết hợp tốt nhất thứ 7 và thứ 8 được công bố vào ngày 3 tháng 11 năm 2024.
| Hạt giống | Quốc gia     | TC         | Số 1 ATP                | Xếp hạng  | Số 1 WTA               | Xếp hạng  | Số 2 ATP               | Số 2 WTA              | Đôi ATP                | Đôi WTA                    | Đội trưởng                   | Quốc tịch                               |
| --------- | ------------ | ---------- | ----------------------- | --------- | ---------------------- | --------- | ---------------------- | --------------------- | ---------------------- | -------------------------- | ---------------------------- | --------------------------------------- |
| 1         | Hoa Kỳ       | WTA #2     | Taylor Fritz            | 4         | Coco Gauff             | 3         | Denis Kudla            | Danielle Collins      | Robert Galloway        | Desirae Krawczyk           | Michael Russell              | Hoa Kỳ                                  |
| 2         | Ba Lan       | WTA #1     | Hubert Hurkacz          | 16        | Iga Świątek            | 2         | Kamil Majchrzak        | Maja Chwalińska       | Jan Zieliński          | Alicja Rosolska            | Mateusz Terczynski           | Ba Lan                                  |
| 3         | Hy Lạp       | ATP #4     | Stefanos Tsitsipas      | 11        | Maria Sakkari          | 32        | Stefanos Sakellaridis  | Despina Papamichail   | Petros Tsitsipas       | Valentini Grammatikopoulou | Theodoros Angelinos          | Hy Lạp                                  |
| 4         | Ý            | WTA #4     | Flavio Cobolli          | 32        | Jasmine Paolini        | 4         | Matteo Gigante         | Sara Errani           | Andrea Vavassori       | Angelica Moratelli         | Renzo Furlan                 | Ý                                       |
| 5         | Trung Quốc   | WTA #5     | Zhang Zhizhen           | 45        | Gao Xinyu              | 175       | Bai Yan                | Zhang Shuai           | Sun Fajing             | —                          | Wu Di                        | Trung Quốc                              |
| 6         | Anh Quốc     | Kết hợp #2 | Billy Harris            | 125       | Katie Boulter          | 24        | Jan Choinski           | Lily Miyazaki         | Charles Broom          | Olivia Nicholls            | Alexander Ward               | Vương quốc Liên hiệp Anh và Bắc Ireland |
| 7         | Canada       | Kết hợp #3 | Félix Auger-Aliassime   | 29        | Leylah Fernandez       | 31        | Liam Draxl             | Stacey Fung           | Benjamin Sigouin       | Ariana Arseneault          | Félix Auger-Aliassime        | Canada                                  |
| 8         | Cộng hòa Séc | Kết hợp #1 | Tomáš Macháč            | 25        | Karolína Muchová       | 9PR(22)   | Marek Gengel           | Gabriela Knutson      | Patrik Rikl            | Vendula Valdmannová        | Daniel Vacek                 | Cộng hòa Séc                            |
| 9         | Kazakhstan   | WTA #3     | Alexander Shevchenko    | 78        | Elena Rybakina         | 6         | Dmitry Popko           | Zhibek Kulambayeva    | Aleksandr Nedovyesov   | —                          | Aleksandr Nedovyesov         | Kazakhstan                              |
| 10        | Pháp         | ATP #5     | Ugo Humbert             | 14        | Chloé Paquet           | 123       | Corentin Moutet        | Léolia Jeanjean       | Édouard Roger-Vasselin | Elixane Lechemia           | Fabrice Martin               | Pháp                                    |
| 11        | Đức          | ATP #1     | Alexander Zverev        | 2         | Laura Siegemund        | 80        | Daniel Masur           | Lena Papadakis        | Tim Pütz               | Vivian Heisen              | Alexander Zverev Sr.         | Đức                                     |
| 12        | Úc           | ATP #3     | Alex de Minaur          | 9         | Olivia Gadecki         | 97        | Omar Jasika            | Destanee Aiava        | Matthew Ebden          | Ellen Perez                | Lleyton Hewitt               | Úc                                      |
| 13        | Brasil       | Kết hợp #5 | Thiago Monteiro         | 109       | Beatriz Haddad Maia    | 17        | Gustavo Heide          | Carolina Alves        | Rafael Matos           | Luisa Stefani              | Rafael Paciaroni             | Brasil                                  |
| 14        | Tây Ban Nha  | Kết hợp #4 | Pablo Carreño Busta     | 18PR(196) | Jéssica Bouzas Maneiro | 54        | Carlos Taberner        | Marina Bassols Ribera | Sergio Martos Gornés   | Yvonne Cavallé Reimers     | José Antonio Sánchez de Luna | Tây Ban Nha                             |
| 15        | Na Uy        | ATP #2     | Casper Ruud             | 6         | Malene Helgø           | 404       | Viktor Durasovic       | Ulrikke Eikeri        | —                      | —                          | Christian Ruud               | Na Uy                                   |
| 16        | Thụy Sĩ      | Kết hợp #6 | Dominic Stricker        | 94PR(300) | Belinda Bencic         | 15PR(487) | Rémy Bertola           | Céline Naef           | Jakub Paul             | Conny Perrin               | Sandra Naef                  | Thụy Sĩ                                 |
| 17        | Argentina    | Kết hợp #7 | Tomás Martín Etcheverry | 39        | Nadia Podoroska        | 100       | Thiago Agustín Tirante | María Lourdes Carlé   | Guido Andreozzi        | —                          | Horacio de la Peña           | Argentina                               |
| 18        | Croatia      | Kết hợp #8 | Borna Ćorić             | 90        | Donna Vekić            | 19        | Luka Mikrut            | Lucija Ćirić Bagarić  | Ivan Dodig             | Petra Marčinko             | Iva Majoli                   | Croatia                                 |

1. 1 2 3  Thay thế cho một tay vợt rút lui
2. 1 2  Tay vợt đơn thứ 3 thay vì đôi

### Rút lui
| Hạt giống | Quốc gia   | HH  | Tay vợt      | Xếp hạng | Lý do            |
| --------- | ---------- | --- | ------------ | -------- | ---------------- |
| 5         | Trung Quốc | WTA | Zheng Qinwen | 5        | Hồi phục         |
| 6         | Anh Quốc   | ATP | Jack Draper  | 15       | Chấn thương hông |
| 10        | Pháp       | WTA | Diane Parry  | 63       | Chấn thương      |

- Xếp hạng đơn tính đến ngày 23 tháng 12 năm 2024
- PR = Bảo toàn thứ hạng

## Vòng bảng
|  | Đi tiếp vào vòng đấu loại trực tiếp (in đậm) |
|  | Bị loại (in nghiêng)                         |

### Tóm tắt
G = Bảng, T = Thành tích, M = Trận, S = Sets
| G | Nhất bảng  | Nhất bảng | Nhất bảng | Nhất bảng | Nhì bảng     | Nhì bảng | Nhì bảng | Nhì bảng | Vị trí số 3 | Vị trí số 3 | Vị trí số 3 | Vị trí số 3 |
| G | Quốc gia   | T         | M         | S         | Quốc gia     | T        | M        | S        | Quốc gia    | T           | M           | S           |
| - | ---------- | --------- | --------- | --------- | ------------ | -------- | -------- | -------- | ----------- | ----------- | ----------- | ----------- |
| A | Hoa Kỳ     | 2–0       | 5–1       | 11–2      | Canada       | 1–1      | 3–3      | 7–7      | Croatia     | 0–2         | 1–5         | 2–11        |
| B | Ba Lan     | 2–0       | 4–2       | 9–5       | Cộng hòa Séc | 1–1      | 3–3      | 7–7      | Na Uy       | 0–2         | 2–4         | 5–9         |
| C | Kazakhstan | 2–0       | 5–1       | 10–4      | Hy Lạp       | 1–1      | 2–4      | 5–10     | Tây Ban Nha | 0–2         | 2–4         | 7–8         |
| D | Ý          | 2–0       | 6–0       | 12–1      | Thụy Sĩ      | 1–1      | 2–4      | 4–8      | Pháp        | 0–2         | 1–5         | 3–10        |
| E | Đức        | 2–0       | 5–1       | 11–4      | Trung Quốc   | 1–1      | 4–2      | 9–6      | Brasil      | 0–2         | 0–6         | 2–12        |
| F | Anh Quốc   | 1–1       | 3–3       | 7–6       | Úc           | 1–1      | 3–3      | 6–6      | Argentina   | 1–1         | 3–3         | 6–7         |

### Bảng A
Địa điểm: Perth
| Vị trí | Quốc gia | Thành tích T–B | Trận T–B | Sets T–B      | Games T–B      |
| ------ | -------- | -------------- | -------- | ------------- | -------------- |
| 1      | Hoa Kỳ   | 2–0            | 5–1      | 11–2 (84.62%) | 76–49 (60.8%)  |
| 2      | Canada   | 1–1            | 3–3      | 7–7 (50%)     | 71–66 (51.82%) |
| 3      | Croatia  | 0–2            | 1–5      | 2–11 (15.38%) | 42–74 (36.21%) |

#### Canada vs. Croatia
| · Canada · 2 | Perth 28 tháng 12 năm 2024 | Perth 28 tháng 12 năm 2024                                                 | · Croatia · 1 |     |     |  |
| \| \| \| \| 1 \| 2 \| 3 \| \| \| - \| \| -------------------------------------------------------------------------- \| --- \| --- \| --- \| \| \| 1 \| \| Leylah Fernandez Donna Vekić \| 6 4 \| 6 3 \| \| \| \| 2 \| \| Félix Auger-Aliassime Borna Ćorić \| 6 0 \| 4 6 \| 4 6 \| \| \| 3 \| \| Leylah Fernandez / Félix Auger-Aliassime Lucija Ćirić Bagarić / Ivan Dodig \| 6 3 \| 6 4 \| \| \| |                            |                                                                            |               |     |     |  |
| |                            |                                                                            | 1             | 2   | 3   |  |
| 1 | Canada · Croatia           | Leylah Fernandez Donna Vekić                                               | 6 4           | 6 3 |     |  |
| 2 | Canada · Croatia           | Félix Auger-Aliassime Borna Ćorić                                          | 6 0           | 4 6 | 4 6 |  |
| 3 | Canada · Croatia           | Leylah Fernandez / Félix Auger-Aliassime Lucija Ćirić Bagarić / Ivan Dodig | 6 3           | 6 4 |     |  |

#### Hoa Kỳ vs. Canada
| · Hoa Kỳ · 2 | Perth 29 tháng 12 năm 2024 | Perth 29 tháng 12 năm 2024                                         | · Canada · 1 |     |     |  |
| \| \| \| \| 1 \| 2 \| 3 \| \| \| - \| \| ------------------------------------------------------------------ \| ---- \| --- \| --- \| \| \| 1 \| \| Coco Gauff Leylah Fernandez \| 6 3 \| 6 2 \| \| \| \| 2 \| \| Taylor Fritz Félix Auger-Aliassime \| 6 4 \| 5 7 \| 3 6 \| \| \| 3 \| \| Coco Gauff / Taylor Fritz Leylah Fernandez / Félix Auger-Aliassime \| 7 62 \| 7 5 \| \| \| |                            |                                                                    |              |     |     |  |
| |                            |                                                                    | 1            | 2   | 3   |  |
| 1 | Hoa Kỳ · Canada            | Coco Gauff Leylah Fernandez                                        | 6 3          | 6 2 |     |  |
| 2 | Hoa Kỳ · Canada            | Taylor Fritz Félix Auger-Aliassime                                 | 6 4          | 5 7 | 3 6 |  |
| 3 | Hoa Kỳ · Canada            | Coco Gauff / Taylor Fritz Leylah Fernandez / Félix Auger-Aliassime | 7 62         | 7 5 |     |  |

#### Hoa Kỳ vs. Croatia
| · Hoa Kỳ · 3 | Perth 31 tháng 12 năm 2024 | Perth 31 tháng 12 năm 2024                            | · Croatia · 0 |     |   |  |
| \| \| \| \| 1 \| 2 \| 3 \| \| \| - \| \| ----------------------------------------------------- \| --- \| --- \| - \| \| \| 1 \| \| Taylor Fritz Borna Ćorić \| 6 3 \| 6 2 \| \| \| \| 2 \| \| Coco Gauff Donna Vekić \| 6 4 \| 6 2 \| \| \| \| 3 \| \| Coco Gauff / Taylor Fritz Petra Marčinko / Ivan Dodig \| 6 2 \| 6 3 \| \| \| |                            |                                                       |               |     |   |  |
| |                            |                                                       | 1             | 2   | 3 |  |
| 1 | Hoa Kỳ · Croatia           | Taylor Fritz Borna Ćorić                              | 6 3           | 6 2 |   |  |
| 2 | Hoa Kỳ · Croatia           | Coco Gauff Donna Vekić                                | 6 4           | 6 2 |   |  |
| 3 | Hoa Kỳ · Croatia           | Coco Gauff / Taylor Fritz Petra Marčinko / Ivan Dodig | 6 2           | 6 3 |   |  |

### Bảng B
Địa điểm: Sydney
| Vị trí | Quốc gia     | Thành tích T–B | Trận T–B | Sets T–B     | Games T–B      |
| ------ | ------------ | -------------- | -------- | ------------ | -------------- |
| 1      | Ba Lan       | 2–0            | 4–2      | 9–5 (64.29%) | 67–55 (54.92%) |
| 2      | Cộng hòa Séc | 1–1            | 3–3      | 7–7 (50%)    | 73–70 (51.05%) |
| 3      | Na Uy        | 0–2            | 2–4      | 5–9 (35.71%) | 53–68 (43.8%)  |

#### Cộng hòa Séc vs. Na Uy
| · Cộng hòa Séc · 2 | Sydney 29 tháng 12 năm 2024 | Sydney 29 tháng 12 năm 2024                                       | · Na Uy · 1 |     |     |  |
| \| \| \| \| 1 \| 2 \| 3 \| \| \| - \| \| ----------------------------------------------------------------- \| ---- \| --- \| --- \| \| \| 1 \| \| Karolína Muchová Malene Helgø \| 6 2 \| 6 2 \| \| \| \| 2 \| \| Tomáš Macháč Casper Ruud \| 6 78 \| 7 5 \| 4 6 \| \| \| 3 \| \| Karolína Muchová / Tomáš Macháč Ulrikke Eikeri / Viktor Durasovic \| 6 4 \| 6 4 \| \| \| |                             |                                                                   |             |     |     |  |
| |                             |                                                                   | 1           | 2   | 3   |  |
| 1 | Cộng hòa Séc · Na Uy        | Karolína Muchová Malene Helgø                                     | 6 2         | 6 2 |     |  |
| 2 | Cộng hòa Séc · Na Uy        | Tomáš Macháč Casper Ruud                                          | 6 78        | 7 5 | 4 6 |  |
| 3 | Cộng hòa Séc · Na Uy        | Karolína Muchová / Tomáš Macháč Ulrikke Eikeri / Viktor Durasovic | 6 4         | 6 4 |     |  |

#### Ba Lan vs. Na Uy
| · Ba Lan · 2 | Sydney 30 tháng 12 năm 2024 | Sydney 30 tháng 12 năm 2024                              | · Na Uy · 1 |     |          |  |
| \| \| \| \| 1 \| 2 \| 3 \| \| \| - \| \| -------------------------------------------------------- \| --- \| --- \| -------- \| \| \| 1 \| \| Iga Świątek Malene Helgø \| 6 1 \| 6 0 \| \| \| \| 2 \| \| Hubert Hurkacz Casper Ruud \| 5 7 \| 3 6 \| \| \| \| 3 \| \| Iga Świątek / Jan Zieliński Ulrikke Eikeri / Casper Ruud \| 6 3 \| 0 6 \| [10] [8] \| \| |                             |                                                          |             |     |          |  |
| |                             |                                                          | 1           | 2   | 3        |  |
| 1 | Ba Lan · Na Uy              | Iga Świątek Malene Helgø                                 | 6 1         | 6 0 |          |  |
| 2 | Ba Lan · Na Uy              | Hubert Hurkacz Casper Ruud                               | 5 7         | 3 6 |          |  |
| 3 | Ba Lan · Na Uy              | Iga Świątek / Jan Zieliński Ulrikke Eikeri / Casper Ruud | 6 3         | 0 6 | [10] [8] |  |

#### Ba Lan vs. Cộng hòa Séc
| · Ba Lan · 2 | Sydney 1 tháng 1 năm 2025 | Sydney 1 tháng 1 năm 2025                                    | · Cộng hòa Séc · 1 |     |     |  |
| \| \| \| \| 1 \| 2 \| 3 \| \| \| - \| \| ------------------------------------------------------------ \| ---- \| --- \| --- \| \| \| 1 \| \| Hubert Hurkacz Tomáš Macháč \| 5 7 \| 6 3 \| 4 6 \| \| \| 2 \| \| Iga Świątek Karolína Muchová \| 6 3 \| 6 4 \| \| \| \| 3 \| \| Iga Świątek / Hubert Hurkacz Karolína Muchová / Tomáš Macháč \| 7 63 \| 6 3 \| \| \| |                           |                                                              |                    |     |     |  |
| |                           |                                                              | 1                  | 2   | 3   |  |
| 1 | Ba Lan · Cộng hòa Séc     | Hubert Hurkacz Tomáš Macháč                                  | 5 7                | 6 3 | 4 6 |  |
| 2 | Ba Lan · Cộng hòa Séc     | Iga Świątek Karolína Muchová                                 | 6 3                | 6 4 |     |  |
| 3 | Ba Lan · Cộng hòa Séc     | Iga Świątek / Hubert Hurkacz Karolína Muchová / Tomáš Macháč | 7 63               | 6 3 |     |  |

### Bảng C
Địa điểm: Perth
| Vị trí | Quốc gia    | Thành tích T–B | Trận T–B | Sets T–B      | Games T–B      |
| ------ | ----------- | -------------- | -------- | ------------- | -------------- |
| 1      | Kazakhstan  | 2–0            | 5–1      | 10–4 (71.43%) | 63–56 (52.94%) |
| 2      | Hy Lạp      | 1–1            | 2–4      | 5–10 (33.33%) | 56–68 (45.16%) |
| 3      | Tây Ban Nha | 0–2            | 2–4      | 7–8 (46.67%)  | 64–59 (52.03%) |

#### Kazakhstan vs. Tây Ban Nha
| · Kazakhstan · 2 | Perth 27 tháng 12 năm 2024 | Perth 27 tháng 12 năm 2024                                                         | · Tây Ban Nha · 1 |      |          |  |
| \| \| \| \| 1 \| 2 \| 3 \| \| \| - \| \| ---------------------------------------------------------------------------------- \| ---- \| ---- \| -------- \| \| \| 1 \| \| Alexander Shevchenko Pablo Carreño Busta \| 2 6 \| 1 6 \| \| \| \| 2 \| \| Elena Rybakina Jéssica Bouzas Maneiro \| 6 2 \| 6 3 \| \| \| \| 3 \| \| Elena Rybakina / Alexander Shevchenko Yvonne Cavallé Reimers / Pablo Carreño Busta \| 7 64 \| 62 7 \| [10] [7] \| \| |                            |                                                                                    |                   |      |          |  |
| |                            |                                                                                    | 1                 | 2    | 3        |  |
| 1 | Kazakhstan · Tây Ban Nha   | Alexander Shevchenko Pablo Carreño Busta                                           | 2 6               | 1 6  |          |  |
| 2 | Kazakhstan · Tây Ban Nha   | Elena Rybakina Jéssica Bouzas Maneiro                                              | 6 2               | 6 3  |          |  |
| 3 | Kazakhstan · Tây Ban Nha   | Elena Rybakina / Alexander Shevchenko Yvonne Cavallé Reimers / Pablo Carreño Busta | 7 64              | 62 7 | [10] [7] |  |

#### Hy Lạp vs. Tây Ban Nha
| · Hy Lạp · 2 | Perth 28 tháng 12 năm 2024 | Perth 28 tháng 12 năm 2024                                                       | · Tây Ban Nha · 1 |     |          |  |
| \| \| \| \| 1 \| 2 \| 3 \| \| \| - \| \| -------------------------------------------------------------------------------- \| --- \| --- \| -------- \| \| \| 1 \| \| Maria Sakkari Jéssica Bouzas Maneiro \| 2 6 \| 1 6 \| \| \| \| 2 \| \| Stefanos Tsitsipas Pablo Carreño Busta \| 6 4 \| 4 6 \| 6 3 \| \| \| 3 \| \| Maria Sakkari / Stefanos Tsitsipas Yvonne Cavallé Reimers / Sergio Martos Gornés \| 4 6 \| 6 3 \| [10] [6] \| \| |                            |                                                                                  |                   |     |          |  |
| |                            |                                                                                  | 1                 | 2   | 3        |  |
| 1 | Hy Lạp · Tây Ban Nha       | Maria Sakkari Jéssica Bouzas Maneiro                                             | 2 6               | 1 6 |          |  |
| 2 | Hy Lạp · Tây Ban Nha       | Stefanos Tsitsipas Pablo Carreño Busta                                           | 6 4               | 4 6 | 6 3      |  |
| 3 | Hy Lạp · Tây Ban Nha       | Maria Sakkari / Stefanos Tsitsipas Yvonne Cavallé Reimers / Sergio Martos Gornés | 4 6               | 6 3 | [10] [6] |  |

#### Hy Lạp vs. Kazakhstan
| · Hy Lạp · 0 | Perth 30 tháng 12 năm 2024 | Perth 30 tháng 12 năm 2024                                                       | · Kazakhstan · 3 |      |          |  |
| \| \| \| \| 1 \| 2 \| 3 \| \| \| - \| \| -------------------------------------------------------------------------------- \| --- \| ---- \| -------- \| \| \| 1 \| \| Stefanos Tsitsipas Alexander Shevchenko \| 4 6 \| 60 7 \| \| \| \| 2 \| \| Maria Sakkari Elena Rybakina \| 4 6 \| 3 6 \| \| \| \| 3 \| \| Despina Papamichail / Petros Tsitsipas Zhibek Kulambayeva / Aleksandr Nedovyesov \| 6 2 \| 3 6 \| [6] [10] \| \| |                            |                                                                                  |                  |      |          |  |
| |                            |                                                                                  | 1                | 2    | 3        |  |
| 1 | Hy Lạp · Kazakhstan        | Stefanos Tsitsipas Alexander Shevchenko                                          | 4 6              | 60 7 |          |  |
| 2 | Hy Lạp · Kazakhstan        | Maria Sakkari Elena Rybakina                                                     | 4 6              | 3 6  |          |  |
| 3 | Hy Lạp · Kazakhstan        | Despina Papamichail / Petros Tsitsipas Zhibek Kulambayeva / Aleksandr Nedovyesov | 6 2              | 3 6  | [6] [10] |  |

### Bảng D
Địa điểm: Sydney
| Vị trí | Quốc gia | Thành tích T–B | Trận T–B | Sets T–B      | Games T–B      |
| ------ | -------- | -------------- | -------- | ------------- | -------------- |
| 1      | Ý        | 2–0            | 6–0      | 12–1 (92.31%) | 78–44 (63.93%) |
| 2      | Thụy Sĩ  | 1–1            | 2–4      | 4–8 (33.33%)  | 52–61 (46.02%) |
| 3      | Pháp     | 0–2            | 1–5      | 3–10 (23.08%) | 49–74 (39.84%) |

#### Pháp vs. Thụy Sĩ
| · Pháp · 1 | Sydney 28 tháng 12 năm 2024 | Sydney 28 tháng 12 năm 2024                                                 | · Thụy Sĩ · 2 |      |   |  |
| \| \| \| \| 1 \| 2 \| 3 \| \| \| - \| \| --------------------------------------------------------------------------- \| --- \| ---- \| - \| \| \| 1 \| \| Chloé Paquet Belinda Bencic \| 3 6 \| 1 6 \| \| \| \| 2 \| \| Ugo Humbert Dominic Stricker \| 6 3 \| 7 5 \| \| \| \| 3 \| \| Elixane Lechemia / Édouard Roger-Vasselin Belinda Bencic / Dominic Stricker \| 1 6 \| 64 7 \| \| \| |                             |                                                                             |               |      |   |  |
| |                             |                                                                             | 1             | 2    | 3 |  |
| 1 | Pháp · Thụy Sĩ              | Chloé Paquet Belinda Bencic                                                 | 3 6           | 1 6  |   |  |
| 2 | Pháp · Thụy Sĩ              | Ugo Humbert Dominic Stricker                                                | 6 3           | 7 5  |   |  |
| 3 | Pháp · Thụy Sĩ              | Elixane Lechemia / Édouard Roger-Vasselin Belinda Bencic / Dominic Stricker | 1 6           | 64 7 |   |  |

#### Ý vs. Thụy Sĩ
| · Ý · 3 | Sydney 29 tháng 12 năm 2024 | Sydney 29 tháng 12 năm 2024                                      | · Thụy Sĩ · 0 |      |   |  |
| \| \| \| \| 1 \| 2 \| 3 \| \| \| - \| \| ---------------------------------------------------------------- \| --- \| ---- \| - \| \| \| 1 \| \| Flavio Cobolli Dominic Stricker \| 6 3 \| 7 62 \| \| \| \| 2 \| \| Jasmine Paolini Belinda Bencic \| 6 1 \| 6 1 \| \| \| \| 3 \| \| Sara Errani / Andrea Vavassori Belinda Bencic / Dominic Stricker \| 6 4 \| 6 4 \| \| \| |                             |                                                                  |               |      |   |  |
| |                             |                                                                  | 1             | 2    | 3 |  |
| 1 | Ý · Thụy Sĩ                 | Flavio Cobolli Dominic Stricker                                  | 6 3           | 7 62 |   |  |
| 2 | Ý · Thụy Sĩ                 | Jasmine Paolini Belinda Bencic                                   | 6 1           | 6 1  |   |  |
| 3 | Ý · Thụy Sĩ                 | Sara Errani / Andrea Vavassori Belinda Bencic / Dominic Stricker | 6 4           | 6 4  |   |  |

#### Ý vs. Pháp
| · Ý · 3 | Sydney 31 tháng 12 năm 2024 | Sydney 31 tháng 12 năm 2024                                              | · Pháp · 0 |        |     |  |
| \| \| \| \| 1 \| 2 \| 3 \| \| \| - \| \| ------------------------------------------------------------------------ \| --- \| ------ \| --- \| \| \| 1 \| \| Flavio Cobolli Ugo Humbert \| 3 6 \| 710 68 \| 6 2 \| \| \| 2 \| \| Jasmine Paolini Chloé Paquet \| 6 0 \| 6 2 \| \| \| \| 3 \| \| Sara Errani / Andrea Vavassori Elixane Lechemia / Édouard Roger-Vasselin \| 6 3 \| 7 63 \| \| \| |                             |                                                                          |            |        |     |  |
| |                             |                                                                          | 1          | 2      | 3   |  |
| 1 | Ý · Pháp                    | Flavio Cobolli Ugo Humbert                                               | 3 6        | 710 68 | 6 2 |  |
| 2 | Ý · Pháp                    | Jasmine Paolini Chloé Paquet                                             | 6 0        | 6 2    |     |  |
| 3 | Ý · Pháp                    | Sara Errani / Andrea Vavassori Elixane Lechemia / Édouard Roger-Vasselin | 6 3        | 7 63   |     |  |

### Bảng E
Địa điểm: Perth
| Vị trí | Quốc gia   | Thành tích T–B | Trận T–B | Sets T–B      | Games T–B      |
| ------ | ---------- | -------------- | -------- | ------------- | -------------- |
| 1      | Đức        | 2–0            | 5–1      | 11–4 (73.33%) | 75–62 (54.74%) |
| 2      | Trung Quốc | 1–1            | 4–2      | 9–6 (60%)     | 74–65 (53.24%) |
| 3      | Brasil     | 0–2            | 0–6      | 2–12 (14.29%) | 59–81 (42.14%) |

#### Trung Quốc vs. Brasil
| · Trung Quốc · 3 | Perth 27 tháng 12 năm 2024 | Perth 27 tháng 12 năm 2024                                | · Brasil · 0 |     |     |  |
| \| \| \| \| 1 \| 2 \| 3 \| \| \| - \| \| --------------------------------------------------------- \| --- \| --- \| --- \| \| \| 1 \| \| Gao Xinyu Beatriz Haddad Maia \| 5 7 \| 6 4 \| 7 5 \| \| \| 2 \| \| Zhang Zhizhen Thiago Monteiro \| 6 3 \| 6 0 \| \| \| \| 3 \| \| Zhang Shuai / Zhang Zhizhen Carolina Alves / Rafael Matos \| 6 4 \| 7 5 \| \| \| |                            |                                                           |              |     |     |  |
| |                            |                                                           | 1            | 2   | 3   |  |
| 1 | Trung Quốc · Brasil        | Gao Xinyu Beatriz Haddad Maia                             | 5 7          | 6 4 | 7 5 |  |
| 2 | Trung Quốc · Brasil        | Zhang Zhizhen Thiago Monteiro                             | 6 3          | 6 0 |     |  |
| 3 | Trung Quốc · Brasil        | Zhang Shuai / Zhang Zhizhen Carolina Alves / Rafael Matos | 6 4          | 7 5 |     |  |

#### Đức vs. Brasil
| · Đức · 3 | Perth 29 tháng 12 năm 2024 | Perth 29 tháng 12 năm 2024                               | · Brasil · 0 |     |     |  |
| \| \| \| \| 1 \| 2 \| 3 \| \| \| - \| \| -------------------------------------------------------- \| ------ \| --- \| --- \| \| \| 1 \| \| Laura Siegemund Beatriz Haddad Maia \| 6 3 \| 1 6 \| 6 4 \| \| \| 2 \| \| Alexander Zverev Thiago Monteiro \| 6 4 \| 6 4 \| \| \| \| 3 \| \| Laura Siegemund / Tim Pütz Carolina Alves / Rafael Matos \| 710 68 \| 6 4 \| \| \| |                            |                                                          |              |     |     |  |
| |                            |                                                          | 1            | 2   | 3   |  |
| 1 | Đức · Brasil               | Laura Siegemund Beatriz Haddad Maia                      | 6 3          | 1 6 | 6 4 |  |
| 2 | Đức · Brasil               | Alexander Zverev Thiago Monteiro                         | 6 4          | 6 4 |     |  |
| 3 | Đức · Brasil               | Laura Siegemund / Tim Pütz Carolina Alves / Rafael Matos | 710 68       | 6 4 |     |  |

#### Trung Quốc vs. Đức
| · Trung Quốc · 1 | Perth 30 tháng 12 năm 2024 | Perth 30 tháng 12 năm 2024                                     | · Đức · 2 |      |     |  |
| \| \| \| \| 1 \| 2 \| 3 \| \| \| - \| \| -------------------------------------------------------------- \| --- \| ---- \| --- \| \| \| 1 \| \| Zhang Zhizhen Alexander Zverev \| 6 2 \| 0 6 \| 2 6 \| \| \| 2 \| \| Gao Xinyu Laura Siegemund \| 6 1 \| 3 6 \| 6 3 \| \| \| 3 \| \| Zhang Shuai / Zhang Zhizhen Laura Siegemund / Alexander Zverev \| 2 6 \| 63 7 \| \| \| |                            |                                                                |           |      |     |  |
| |                            |                                                                | 1         | 2    | 3   |  |
| 1 | Trung Quốc · Đức           | Zhang Zhizhen Alexander Zverev                                 | 6 2       | 0 6  | 2 6 |  |
| 2 | Trung Quốc · Đức           | Gao Xinyu Laura Siegemund                                      | 6 1       | 3 6  | 6 3 |  |
| 3 | Trung Quốc · Đức           | Zhang Shuai / Zhang Zhizhen Laura Siegemund / Alexander Zverev | 2 6       | 63 7 |     |  |

### Bảng F
Địa điểm: Sydney
| Vị trí | Quốc gia  | Thành tích T–B | Trận T–B | Sets T–B     | Games T–B      |
| ------ | --------- | -------------- | -------- | ------------ | -------------- |
| 1      | Anh Quốc  | 1–1            | 3–3      | 7–6 (53.85%) | 61–59 (50.83%) |
| 2      | Úc        | 1–1            | 3–3      | 6–6 (50%)    | 52–53 (49.52%) |
| 3      | Argentina | 1–1            | 3–3      | 6–7 (46.15%) | 60–61 (49.59%) |

#### Úc vs. Argentina
| · Úc · 1 | Sydney 28 tháng 12 năm 2024 | Sydney 28 tháng 12 năm 2024                                               | · Argentina · 2 |     |   |  |
| \| \| \| \| 1 \| 2 \| 3 \| \| \| - \| \| ------------------------------------------------------------------------- \| --- \| --- \| - \| \| \| 1 \| \| Olivia Gadecki Nadia Podoroska \| 2 6 \| 4 6 \| \| \| \| 2 \| \| Alex de Minaur Tomás Martín Etcheverry \| 6 1 \| 6 4 \| \| \| \| 3 \| \| Ellen Perez / Matthew Ebden María Lourdes Carlé / Tomás Martín Etcheverry \| 2 6 \| 4 6 \| \| \| |                             |                                                                           |                 |     |   |  |
| |                             |                                                                           | 1               | 2   | 3 |  |
| 1 | Úc · Argentina              | Olivia Gadecki Nadia Podoroska                                            | 2 6             | 4 6 |   |  |
| 2 | Úc · Argentina              | Alex de Minaur Tomás Martín Etcheverry                                    | 6 1             | 6 4 |   |  |
| 3 | Úc · Argentina              | Ellen Perez / Matthew Ebden María Lourdes Carlé / Tomás Martín Etcheverry | 2 6             | 4 6 |   |  |

#### Anh Quốc vs. Argentina
| · Anh Quốc · 2 | Sydney 30 tháng 12 năm 2024                         | Sydney 30 tháng 12 năm 2024                                                 | · Argentina · 1 |     |     |  |
| \| \| \| \| 1 \| 2 \| 3 \| \| \| - \| \| --------------------------------------------------------------------------- \| ---- \| --- \| --- \| \| \| 1 \| \| Katie Boulter Nadia Podoroska \| 6 2 \| 6 3 \| \| \| \| 2 \| \| Billy Harris Tomás Martín Etcheverry \| 6 3 \| 3 6 \| 2 6 \| \| \| 3 \| \| Katie Boulter / Charles Broom María Lourdes Carlé / Tomás Martín Etcheverry \| 7 64 \| 7 5 \| \| \| |                                                     |                                                                             |                 |     |     |  |
| |                                                     |                                                                             | 1               | 2   | 3   |  |
| 1 | Vương quốc Liên hiệp Anh và Bắc Ireland · Argentina | Katie Boulter Nadia Podoroska                                               | 6 2             | 6 3 |     |  |
| 2 | Vương quốc Liên hiệp Anh và Bắc Ireland · Argentina | Billy Harris Tomás Martín Etcheverry                                        | 6 3             | 3 6 | 2 6 |  |
| 3 | Vương quốc Liên hiệp Anh và Bắc Ireland · Argentina | Katie Boulter / Charles Broom María Lourdes Carlé / Tomás Martín Etcheverry | 7 64            | 7 5 |     |  |

#### Anh Quốc vs. Úc
| · Anh Quốc · 1 | Sydney 1 tháng 1 năm 2025                    | Sydney 1 tháng 1 năm 2025                                       | · Úc · 2 |      |   |  |
| \| \| \| \| 1 \| 2 \| 3 \| \| \| - \| \| --------------------------------------------------------------- \| --- \| ---- \| - \| \| \| 1 \| \| Katie Boulter Olivia Gadecki \| 6 2 \| 6 1 \| \| \| \| 2 \| \| Billy Harris Alex de Minaur \| 2 6 \| 1 6 \| \| \| \| 3 \| \| Olivia Nicholls / Charles Broom Olivia Gadecki / Alex De Minaur \| 3 6 \| 63 7 \| \| \| |                                              |                                                                 |          |      |   |  |
| |                                              |                                                                 | 1        | 2    | 3 |  |
| 1 | Vương quốc Liên hiệp Anh và Bắc Ireland · Úc | Katie Boulter Olivia Gadecki                                    | 6 2      | 6 1  |   |  |
| 2 | Vương quốc Liên hiệp Anh và Bắc Ireland · Úc | Billy Harris Alex de Minaur                                     | 2 6      | 1 6  |   |  |
| 3 | Vương quốc Liên hiệp Anh và Bắc Ireland · Úc | Olivia Nicholls / Charles Broom Olivia Gadecki / Alex De Minaur | 3 6      | 63 7 |   |  |

### Xếp hạng các đội đứng thứ hai
Vị trí á quân tốt nhất vào tứ kết được xác định bởi số trận thắng và số trận đã chơi. Trong một nhóm giữa ba đội, đội chơi ít tổng số trận hơn (đơn và đôi nam nữ) sẽ bị loại và nếu vẫn bằng nhau thì xét đội có nhiều trận thắng nhất (đơn và đôi). Nếu tiếp tục bằng nhau, xếp hạng được xác định theo thứ tự: 1) tỷ lệ phần trăm cao nhất của các trận thắng, 2) tỷ lệ phần trăm cao nhất của các set thắng, và 3) tỷ lệ phần trăm cao nhất của các game thắng.
Địa điểm: Perth
| Vị trí | Quốc gia   | Thành tích T–B | Trận T–B | Sets T–B      | Games T–B      |
| ------ | ---------- | -------------- | -------- | ------------- | -------------- |
| 1      | Trung Quốc | 1–1            | 4–2      | 9–6 (60%)     | 74–65 (53.24%) |
| 2      | Canada     | 1–1            | 3–3      | 7–7 (50%)     | 71–66 (51.82%) |
| 3      | Hy Lạp     | 1–1            | 2–4      | 5–10 (33.33%) | 56–68 (45.16%) |

Địa điểm: Sydney
| Vị trí | Quốc gia     | Thành tích T–B | Trận T–B | Sets T–B     | Games T–B      |
| ------ | ------------ | -------------- | -------- | ------------ | -------------- |
| 1      | Cộng hòa Séc | 1–1            | 3–3      | 7–7 (50%)    | 73–70 (51.05%) |
| 2      | Úc           | 1–1            | 3–3      | 6–6 (50%)    | 52–53 (49.52%) |
| 3      | Thụy Sĩ      | 1–1            | 2–4      | 4–8 (33.33%) | 52–61 (46.02%) |

## Vòng đấu loại trực tiếp

### Sơ đồ
|  |                    |              |        |                    |   |            |            |                    |  |  |           |           |           |
|  | Tứ kết             | Tứ kết       | Tứ kết |                    |   | Bán kết    | Bán kết    | Bán kết            |  |  | Chung kết | Chung kết | Chung kết |
|  | Tứ kết             | Tứ kết       | Tứ kết |                    |   | Bán kết    | Bán kết    | Bán kết            |  |  | Chung kết | Chung kết | Chung kết |
|  | 1 tháng 1 – Perth  |              |        |                    |   |            |            |                    |  |  |           |           |           |
|  |                    |              |        |                    |   |            |            |                    |  |  |           |           |           |
|  | Kazakhstan         | Kazakhstan   | 2      |                    |   |            |            |                    |  |  |           |           |           |
|  | Kazakhstan         | Kazakhstan   | 2      | 4 tháng 1 – Sydney |   |            |            |                    |  |  |           |           |           |
|  | Đức                | Đức          | 1      |                    |   |            |            |                    |  |  |           |           |           |
|  | Đức                | Đức          | 1      |                    |   | Kazakhstan | Kazakhstan | 0                  |  |  |           |           |           |
|  | 2 tháng 1 – Sydney |              |        |                    |   | Kazakhstan | Kazakhstan | 0                  |  |  |           |           |           |
|  |                    |              |        |                    | 0 |            |            |                    |  |  |           |           |           |
|  | Ba Lan             | Ba Lan       | 0      |                    |   |            |            |                    |  |  |           |           |           |
|  | Ba Lan             | Ba Lan       | 0      |                    |   |            |            | 5 tháng 1 – Sydney |  |  |           |           |           |
|  | Anh Quốc           | Anh Quốc     | 0      |                    |   |            |            |                    |  |  |           |           |           |
|  | Anh Quốc           | Anh Quốc     | 0      |                    |   |            | 0          |                    |  |  |           |           |           |
|  | 1 tháng 1 – Perth  |              |        |                    |   |            |            |                    |  |  |           |           |           |
|  |                    |              |        |                    |   |            | 0          |                    |  |  |           |           |           |
|  | Hoa Kỳ             | Hoa Kỳ       | 3      |                    |   |            |            |                    |  |  |           |           |           |
|  | Hoa Kỳ             | Hoa Kỳ       | 3      | 4 tháng 1 – Sydney |   |            |            |                    |  |  |           |           |           |
|  | Trung Quốc         | Trung Quốc   | 0      |                    |   |            |            |                    |  |  |           |           |           |
|  | Trung Quốc         | Trung Quốc   | 0      |                    |   | Hoa Kỳ     | Hoa Kỳ     | 0                  |  |  |           |           |           |
|  | 3 tháng 1 – Sydney |              |        |                    |   | Hoa Kỳ     | Hoa Kỳ     | 0                  |  |  |           |           |           |
|  |                    |              |        |                    | 0 |            |            |                    |  |  |           |           |           |
|  | Ý                  | Ý            | 0      |                    |   |            |            |                    |  |  |           |           |           |
|  | Ý                  | Ý            | 0      |                    |   |            |            |                    |  |  |           |           |           |
|  | Cộng hòa Séc       | Cộng hòa Séc | 0      |                    |   |            |            |                    |  |  |           |           |           |
|  | Cộng hòa Séc       | Cộng hòa Séc | 0      |                    |   |            |            |                    |  |  |           |           |           |
|  |                    |              |        |                    |   |            |            |                    |  |  |           |           |           |

### Tứ kết

#### Kazakhstan vs. Đức
| · Kazakhstan · 2 | Perth, RAC Arena 1 tháng 1 năm 2025 | Perth, RAC Arena 1 tháng 1 năm 2025                          | · Đức · 1 |     |     |  |
| \| \| \| \| 1 \| 2 \| 3 \| \| \| - \| \| ------------------------------------------------------------ \| ---- \| --- \| --- \| \| \| 1 \| \| Elena Rybakina Laura Siegemund \| 6 3 \| 6 1 \| \| \| \| 2 \| \| Alexander Shevchenko Daniel Masur \| 65 7 \| 6 2 \| 6 2 \| \| \| 3 \| \| Zhibek Kulambayeva / Dmitry Popko Laura Siegemund / Tim Pütz \| 2 6 \| 2 6 \| \| \| |                                     |                                                              |           |     |     |  |
| |                                     |                                                              | 1         | 2   | 3   |  |
| 1 | Kazakhstan · Đức                    | Elena Rybakina Laura Siegemund                               | 6 3       | 6 1 |     |  |
| 2 | Kazakhstan · Đức                    | Alexander Shevchenko Daniel Masur                            | 65 7      | 6 2 | 6 2 |  |
| 3 | Kazakhstan · Đức                    | Zhibek Kulambayeva / Dmitry Popko Laura Siegemund / Tim Pütz | 2 6       | 2 6 |     |  |

#### Ba Lan vs. Anh Quốc
| · Ba Lan · 0 | Sydney, Ken Rosewall Arena 2 tháng 1 năm 2025    | Sydney, Ken Rosewall Arena 2 tháng 1 năm 2025              | · Anh Quốc · 0 |   |   |  |
| \| \| \| \| 1 \| 2 \| 3 \| \| \| - \| \| ---------------------------------------------------------- \| - \| - \| - \| \| \| 1 \| \| Iga Świątek Katie Boulter \| \| \| \| \| \| 2 \| \| Hubert Hurkacz Billy Harris \| \| \| \| \| \| 3 \| \| Iga Świątek / Hubert Hurkacz Katie Boulter / Charles Broom \| \| \| \| \| |                                                  |                                                            |                |   |   |  |
| |                                                  |                                                            | 1              | 2 | 3 |  |
| 1 | Ba Lan · Vương quốc Liên hiệp Anh và Bắc Ireland | Iga Świątek Katie Boulter                                  |                |   |   |  |
| 2 | Ba Lan · Vương quốc Liên hiệp Anh và Bắc Ireland | Hubert Hurkacz Billy Harris                                |                |   |   |  |
| 3 | Ba Lan · Vương quốc Liên hiệp Anh và Bắc Ireland | Iga Świątek / Hubert Hurkacz Katie Boulter / Charles Broom |                |   |   |  |

#### Hoa Kỳ vs. Trung Quốc
| · Hoa Kỳ · 3 | Perth, RAC Arena 1 tháng 1 năm 2025 | Perth, RAC Arena 1 tháng 1 năm 2025                         | · Trung Quốc · 0 |      |          |  |
| \| \| \| \| 1 \| 2 \| 3 \| \| \| - \| \| ----------------------------------------------------------- \| ---- \| ---- \| -------- \| \| \| 1 \| \| Coco Gauff Zhang Shuai \| 7 64 \| 6 2 \| \| \| \| 2 \| \| Taylor Fritz Zhang Zhizhen \| 6 4 \| 6 4 \| \| \| \| 3 \| \| Desirae Krawczyk / Robert Galloway Zhang Shuai / Sun Fajing \| 6 3 \| 61 7 \| [10] [3] \| \| |                                     |                                                             |                  |      |          |  |
| |                                     |                                                             | 1                | 2    | 3        |  |
| 1 | Hoa Kỳ · Trung Quốc                 | Coco Gauff Zhang Shuai                                      | 7 64             | 6 2  |          |  |
| 2 | Hoa Kỳ · Trung Quốc                 | Taylor Fritz Zhang Zhizhen                                  | 6 4              | 6 4  |          |  |
| 3 | Hoa Kỳ · Trung Quốc                 | Desirae Krawczyk / Robert Galloway Zhang Shuai / Sun Fajing | 6 3              | 61 7 | [10] [3] |  |

#### Ý vs. Cộng hòa Séc
| · Ý · 0 | Sydney, Ken Rosewall Arena 3 tháng 1 năm 2025 | Sydney, Ken Rosewall Arena 3 tháng 1 năm 2025                  | · Cộng hòa Séc · 0 |   |   |  |
| \| \| \| \| 1 \| 2 \| 3 \| \| \| - \| \| -------------------------------------------------------------- \| - \| - \| - \| \| \| 1 \| \| Jasmine Paolini Karolína Muchová \| \| \| \| \| \| 2 \| \| Flavio Cobolli Tomáš Macháč \| \| \| \| \| \| 3 \| \| Sara Errani / Andrea Vavassori Karolína Muchová / Tomáš Macháč \| \| \| \| \| |                                               |                                                                |                    |   |   |  |
| |                                               |                                                                | 1                  | 2 | 3 |  |
| 1 | Ý · Cộng hòa Séc                              | Jasmine Paolini Karolína Muchová                               |                    |   |   |  |
| 2 | Ý · Cộng hòa Séc                              | Flavio Cobolli Tomáš Macháč                                    |                    |   |   |  |
| 3 | Ý · Cộng hòa Séc                              | Sara Errani / Andrea Vavassori Karolína Muchová / Tomáš Macháč |                    |   |   |  |

### Bán kết

#### Kazakhstan vs. TBD
| · Kazakhstan · 0 | Sydney, Ken Rosewall Arena 4 tháng 1 năm 2025 | Sydney, Ken Rosewall Arena 4 tháng 1 năm 2025 | · [[\|]] · 0 |   |   |  |
| \| \| \| \| 1 \| 2 \| 3 \| \| \| - \| ---------- \| --------------------------------------- \| - \| - \| - \| \| \| 1 \| Kazakhstan \| Elena Rybakina \| \| \| \| \| \| 2 \| Kazakhstan \| Alexander Shevchenko \| \| \| \| \| \| 3 \| Kazakhstan \| Elena Rybakina / Alexander Shevchenko / \| \| \| \| \| |                                               |                                               |              |   |   |  |
| |                                               |                                               | 1            | 2 | 3 |  |
| 1 | Kazakhstan                                    | Elena Rybakina                                |              |   |   |  |
| 2 | Kazakhstan                                    | Alexander Shevchenko                          |              |   |   |  |
| 3 | Kazakhstan                                    | Elena Rybakina / Alexander Shevchenko /       |              |   |   |  |

#### Hoa Kỳ vs. TBD
| · Hoa Kỳ · 0 | Sydney, Ken Rosewall Arena 4 tháng 1 năm 2025 | Sydney, Ken Rosewall Arena 4 tháng 1 năm 2025 | · [[\|]] · 0 |   |   |  |
| \| \| \| \| 1 \| 2 \| 3 \| \| \| - \| ------ \| --------------------------- \| - \| - \| - \| \| \| 1 \| Hoa Kỳ \| Coco Gauff \| \| \| \| \| \| 2 \| Hoa Kỳ \| Taylor Fritz \| \| \| \| \| \| 3 \| Hoa Kỳ \| Coco Gauff / Taylor Fritz / \| \| \| \| \| |                                               |                                               |              |   |   |  |
| |                                               |                                               | 1            | 2 | 3 |  |
| 1 | Hoa Kỳ                                        | Coco Gauff                                    |              |   |   |  |
| 2 | Hoa Kỳ                                        | Taylor Fritz                                  |              |   |   |  |
| 3 | Hoa Kỳ                                        | Coco Gauff / Taylor Fritz /                   |              |   |   |  |

### Chung kết

#### TBD vs. TBD
| · [[\|]] · 0 | Sydney, Ken Rosewall Arena 5 tháng 1 năm 2025 | Sydney, Ken Rosewall Arena 5 tháng 1 năm 2025 | · [[\|]] · 0 |   |   |  |
| \| \| \| \| 1 \| 2 \| 3 \| \| \| - \| - \| \| - \| - \| - \| \| \| 1 \| · \| \| \| \| \| \| \| 2 \| · \| \| \| \| \| \| \| 3 \| · \| \| \| \| \| \| |                                               |                                               |              |   |   |  |
| |                                               |                                               | 1            | 2 | 3 |  |
| 1 | ·                                             |                                               |              |   |   |  |
| 2 | ·                                             |                                               |              |   |   |  |
| 3 | ·                                             |                                               |              |   |   |  |